# Sidharth Shukla

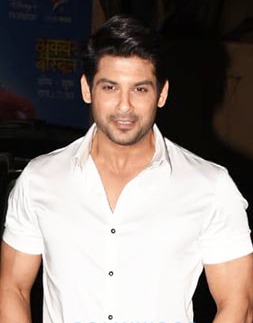
Sidharth Shukla

Sidharth Shukla (12. Dezember 1980 – 2. September 2021) war ein indischer Schauspieler, Moderator und Model, der im Hindi-TV und Filmen zu sehen war.

## Leben und Karriere
Sidharth Shukla wurde am 12. Dezember 1980 als Sohn von Ashok Shukla, einem bei der indischen Notenbank beschäftigten Bauingenieur, und Rita Shukla, einer Hausfrau, in einer hinduistischen Familie in Bombay (dem heutigen Mumbai) geboren. Er verlor seinen Vater aufgrund einer Lungenerkrankung während seiner Zeit als Model. Shukla hat zwei ältere Schwestern. Er besuchte die St. Xavier’s High School in Fort, Mumbai, und erwarb einen Bachelor in Innenarchitektur an der Rachana Sansad School of Interior Design. Shukla beschrieb sich selbst als ein sehr sportliches Kind und vertrat seine Schule im Tennis und Fußball. Er spielte gegen die U19-Mannschaft des italienischen Fußballvereins AC Mailand, die im Rahmen der Festa Italiana in Mumbai zu Gast war.
Er war bekannt für seine Rollen in Broken But Beautiful 3, Balika Vadhu und Dil Se Dil Tak. Er ging als Gewinner der beiden Reality-Shows Bigg Boss 13 und Fear Factor: Khatron Ke Khiladi 7, hervor. Er moderierte Savdhaan India und India’s Got Talent. Im Dezember 2005 gewann er den Titel „World’s Best Model“ und setzte sich gegen 40 andere Teilnehmer aus Asien, Lateinamerika und Europa durch. Sein Schauspieldebüt gab er 2008 mit einer Hauptrolle in der Serie Babul Ka Aangann Chootey Na. Im Jahr 2014 gab Shukla sein Bollywood-Debüt in einer Nebenrolle in Humpty Sharma Ki Dulhania.
Shukla starb am 2. September 2021 in Folge eines Herzinfarkts.